# Prîvitne, Malîn
Prîvitne (în ucraineană Привітне) este un sat în comuna Budo-Vorobii din raionul Malîn, regiunea Jîtomîr, Ucraina.

## Demografie
Componența lingvistică a localității Prîvitne
     Ucraineană (92,86%)
     Rusă (7,14%)
Conform recensământului din 2001, majoritatea populației localității Prîvitne era vorbitoare de ucraineană (92,86%), existând în minoritate și vorbitori de rusă (7,14%).